# هیوسین
اسکوپولامین (به انگلیسی: Scopolamine) که با نام هیوسین (به انگلیسی: hyoscine) و نفس شیطان نیز شناخته می‌شود؛ در رده درمانی آنتی کولینرژیک (آنتی‌موسکارین) به اشکال دارویی قرص و آمپول وجود دارد.

## موارد مصرف
- تسکین دردهای روده‌ای و درد شکمی کولیک مصرف می‌شود. درمان کمکی در اسهال و سندرم روده تحریک پذیر.
- تهوع و استفراغ پس از عمل جراحی.[۴]
- درمان دردهای ناشی از انقباض عضلات صاف مانند کولیک کلیوی نیز استفاده می‌شود.
- التهاب چشم.[۵]

## مکانیسم اثر
ضد اسپاسم دستگاه گوارش. این دارو با مهار گیرنده‌های استیل کولین موجب رفع انقباض عضلات صاف جداره روده می‌شود.

## موارد منع مصرف
هیوسین در گلوکوم ( بیماری آب سیاه) میاستنی گراویس، انسداد روده، کولیت اولسراتیو و بارداری منع مصرف دارد. و در مواردی مانند آریتمی های قلبی، پرکاری تیروئید و بیماری عروق کرونر باید با احتیاط مصرف شود. بی خطر بودن دارو در دوران شیردهی تایید نشده است و باید با نظر پزشک مصرف شود

## عوارض جانبی
عوارض جانبی شامل:
خشکی دهان، تپش قلب، بی خوابی، سرگیجه، خستگی، تاری دید، یبوست و اتساع شکم.